# ¿A quién le importa?
Az ¿A quién le importa? (jelentése spanyolul: ’Kit érdekel?’) Thalía mexikói énekesnő harmadik kislemeze kilencedik, Thalía című stúdióalbumáról. Szerzői Carlos García Berlanga és Ignacio Canut, producere Estéfano. A dal egy 1980-as évekbeli spanyol diszkósláger feldolgozása, eredetileg a spanyol Alaska y Dinarama együttes énekelte 1986-ban.
A szövege a magabiztos emberről szól, akit nem zavar, ha a társadalom elítéli különc létformája vagy mássága miatt; a 80-as években a homoszexuális közösség himnuszává vált. A refrén mindent kifejez:
| (spanyolul) «¿A quién le importa lo que yo haga? ¿A quién le importa lo que yo diga? Yo soy así, así seguiré, nunca cambiaré…» | (magyarul)„Kit érdekel, amit én csinálok? Kit érdekel, amit én mondok? Én ilyen vagyok, ilyen is maradok, megváltozni sosem fogok” |
| | |

A dal 9. helyezést ért el a Billboard Top Latin Songs slágerlistán, 5. lett a Latin Pop Songs listán, és 7. a Latin Tropical Airplay listán.

## Videóklip
A dal videóklipjét Jeb Brien rendezte és a Frying Pan nevű hajó fedélzetén forgatták Manhattan partjainál, New Yorkban. Érdekessége, hogy fekete-fehérben készítették el, amely az 1980-as évek diszkóhangulatát idézi. A klipben punkok, transzvesztiták és leszbikusok is szerepelnek; Thalía extravagáns tinilánynak öltözve, bőrnadrágban, feltűzött hajjal jelenik meg. Ez a videóklip volt az énekesnő első megjelenése a nyilvánosság előtt, miután két nővére emberrabláson ment keresztül.

## Dallista
CD-kislemez (Mexikó)

Thalía a fekete-fehérben készült videóklipben

1. ¿A quién le importa? (Albumváltozat) 3:44
2. ¿A quién le importa? (Hex Hector/Mac Quayle Radio Vocal Mix) 3:58
3. ¿A quién le importa? (Hex Hector/Mac Quayle Club Vocal Mix) 7:14
4. You Spin Me ’Round (Like a Record) 3:56

Promóciós CD
1. ¿A quién le importa? (Albumváltozat)
2. ¿A quién le importa? (Hex Hector/Mac Quayle Radio Vocal Mix) 3:58
3. ¿A quién le importa? (Hex Hector/Mac Quayle Club Vocal Mix) 7:14

12"-os bakelitlemez (USA)
- A-oldal

1. ¿A quién le importa? (Hex Hector/Mac Quayle Club Vocal Mix) 7:14
2. ¿A quién le importa? (Hex Hector/Mac Quayle Radio Vocal Mix) 3:58

- B-oldal

1. You Spin Me ’Round (Like a Record) 3:56
2. ¿A quién le importa? (Albumváltozat) 3:44

## Hivatalos remixek, változatok
- Album Version
- Hex Hector/Mac Quayle Radio Vocal Mix
- Hex Hector/Mac Quayle Club Vocal Mix